# Emil Zsigmondy
Emil Zsigmondy, né à Vienne le 11 août 1861 et mort à la Meije le 6 août 1885, est un médecin et alpiniste autrichien d'origine hongroise, promoteur avec son frère Otto de l'alpinisme sans guide.

## Biographie

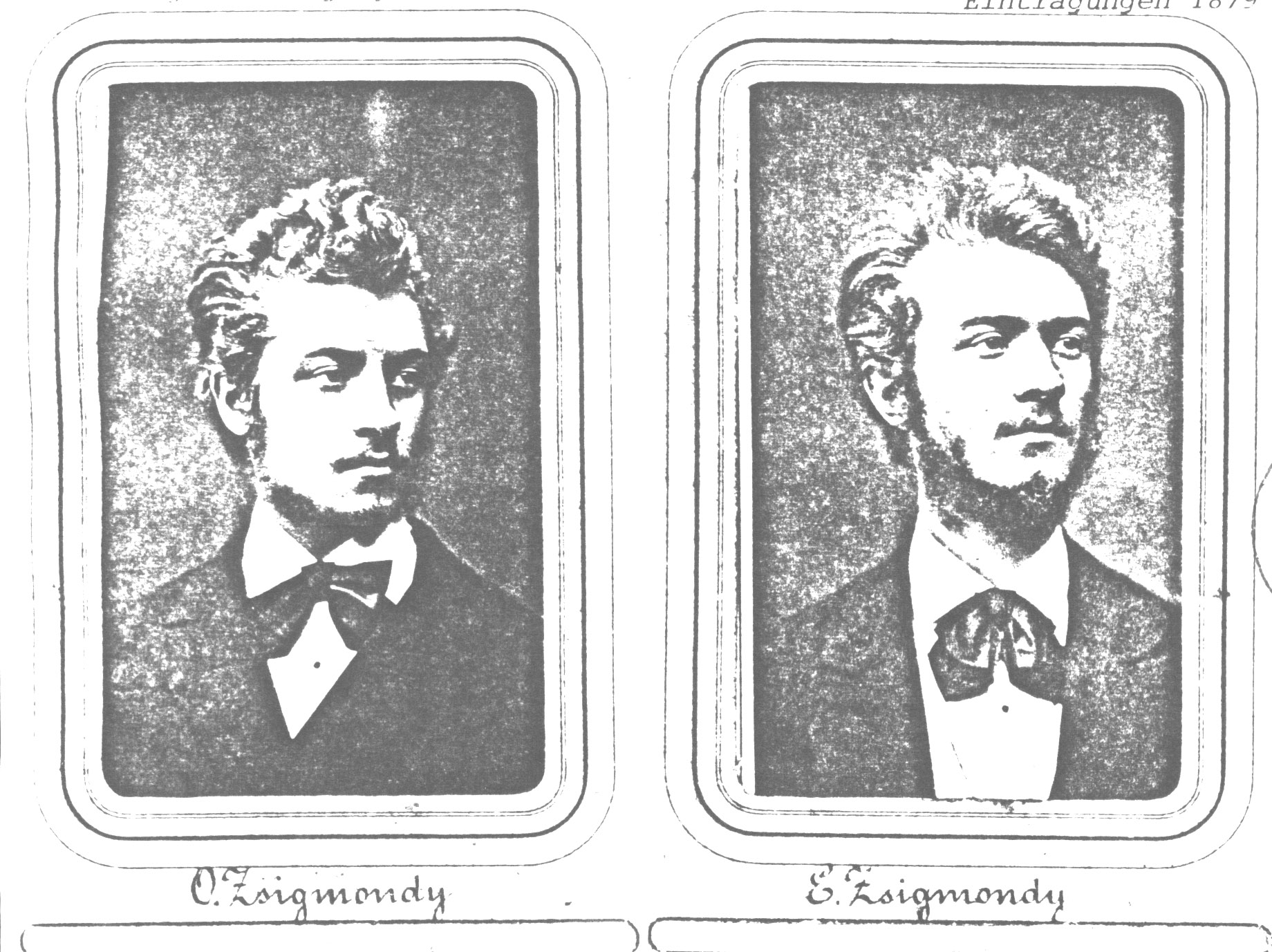
Les frères Otto et Emil Zsigmondy vers 1880.

Il est le fils du dentiste Adolf Zsigmondy (en) et d'Irma von Szakmáry. Ses frères sont  Ottó Zsigmondy, dentiste et alpiniste, le Prix Nobel de chimie Richard Adolf Zsigmondy et le mathématicien Karl Zsigmondy. Il est également le neveu de l'académicien Vilmos Zsigmondy.

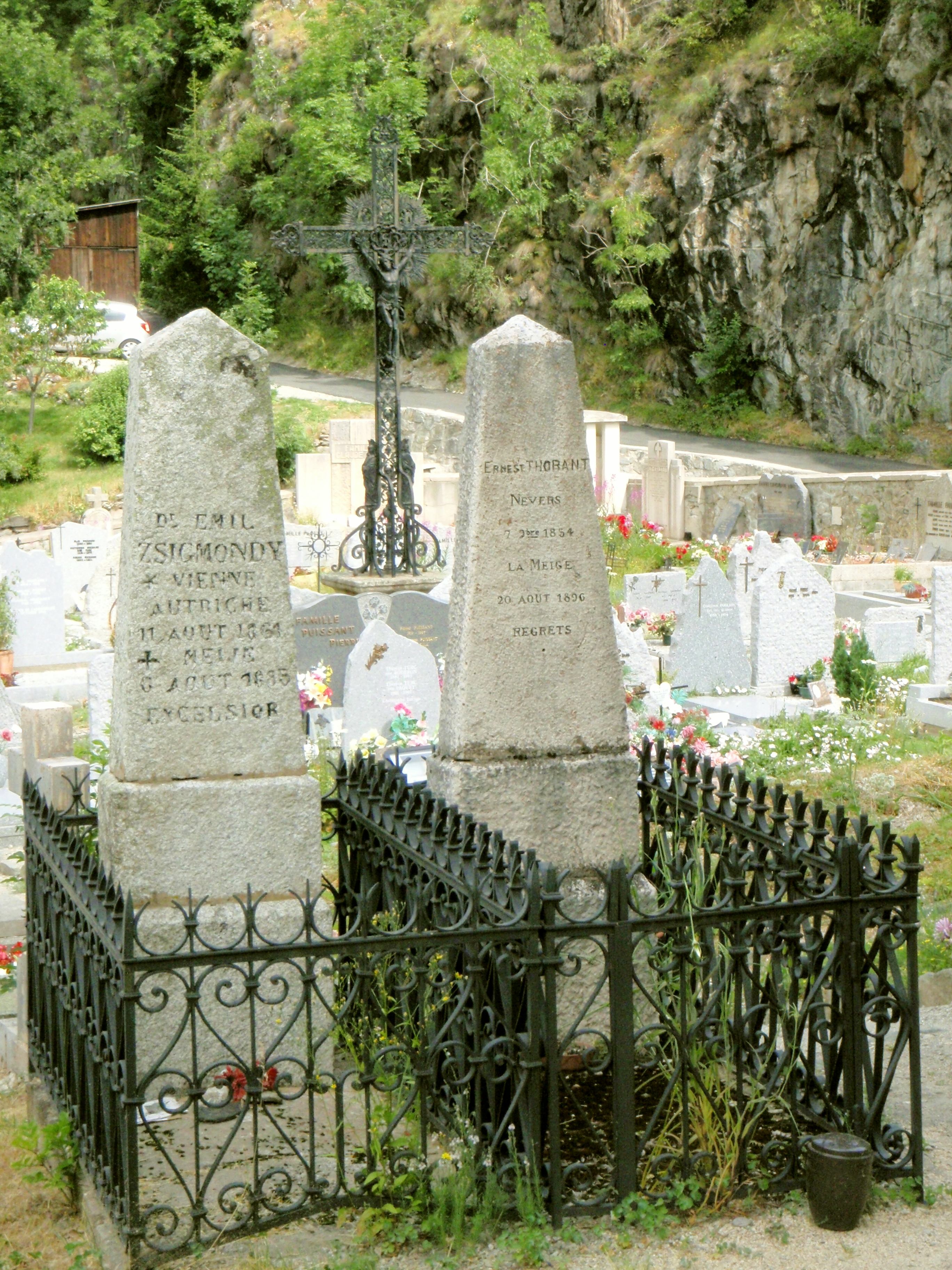
La tombe d'Emil Zsigmondy à Saint-Christophe-en-Oisans, à côté de celle d'Ernest Thorant, mort lui aussi à la Meije.

À partir de l'âge de treize ans, en compagnie de son frère Otto, et en seulement douze saisons alpines, Emil Zsigmondy a effectué plus de cent quarante ascensions dont vingt-cinq voies nouvelles. La cordée familiale s'est associée à quelques alpinistes de haut niveau, dont Ludwig Purtscheller. Docteur en médecine à vingt-trois ans, Emil Zsigmondy se tue à quelques jours de son vingt-quatrième anniversaire lors d'une tentative d'ascension de la face sud de la Meije. Il est enterré dans le petit cimetière de Saint-Christophe-en-Oisans.

## Ascensions
- 1879 - Ascension du Feldkopf (3 080 m, Zillertal) avec Otto Zsigmondy, le 25 juillet
- 1884 - Première traversée de la Marmolada, de la Punta Rocca (3 309 m) à la Punta Penia (3 342 m) avec Otto Zsigmondy et Ludwig Purtscheller
- 1884 - Première ascension sans guide de la Civetta avec Otto Zsigmondy, le 5 août
- 1884 - Premier parcours de la face sud-ouest de la Croda di Trafoi (Ortles) avec Otto Zsigmondy, G. Geyer et J. Prohaska, le 23 août
- 1884 - Première ascension de la face sud du Bietschhorn (3 934 m) avec Otto Zsigmondy, Ludwig Purtscheller et Karl Schulz, le 2 septembre
- 1885 - Ascension du Bec de l'Homme (3 454 m, massif des Écrins) avec Otto Zsigmondy, Ludwig Purtscheller et Karl Schulz
- 1885 - Traversée des arêtes de la Meije avec Otto Zsigmondy et Ludwig Purtscheller, les 26 et 27 juillet
- 1885 - Tentative d'ascension de la face sud de la Meije avec Otto Zsigmondy et Karl Schulz, le 6 août

## Écrits
- (de) Die Gefarhen der Alpen, 1885
- Les Dangers de la montagne, indications pratiques pour les ascensionnistes, traduction française du précédent, 1886